# ダンカン・マクノートン
ダンカン・マクノートン（Duncan Anderson McNaughton、1910年12月7日 - 1998年1月15日）は、カナダの陸上競技選手。1932年ロサンゼルスオリンピックの金メダリストである。

## 経歴
マクノートンは、オンタリオ州東部の都市コーンウォール出身。後にバンクーバーに移住しそこで育った。彼は、1932年ロサンゼルスオリンピックの走高跳に出場。4人が1.97mに並ぶという混戦となったが、マクノートンが金メダルを獲得した。
マクノートンは、南カリフォルニア大学で地質学を専攻し、後にカリフォルニア工科大学の修士課程を修了。カナダ地質調査所に勤め、南米で石油探索の職に就く。第二次世界大戦中はカナダ空軍に従軍。また、南カリフォルニア大学から地質学のPh.D.（博士）を授かっている。その後、オーストラリアでも石油探索の任務に就いている。
彼の名を称した奨学金が、毎年度、米国石油地質協会から、大学院生に対し授けられている。